# Michel Monet
Pour les articles homonymes, voir Monet.
Michel Jacques Monet, né à Paris le 17 mars 1878 et mort à Vernon le 3 février 1966, est un collectionneur d'art français.
Il est le second fils du peintre Claude Monet et de Camille Doncieux. Sans enfant reconnu, il lègue sa maison de Giverny à l'Institut de France, et les collections de son père au musée Marmottan.

## Biographie
Michel Monet se marie le 4 juillet 1931 avec Gabrielle Bonaventure (1890-1964), un ancien modèle de son père, avec laquelle il aurait eu, avant leur mariage, une fille naturelle, Rolande Verneiges (morte en 2008).
Il passe une grande partie de sa vie à chasser en Afrique, rapportant des trophées, des films et collectionnant des masques africains, puis se partage entre son domicile parisien, boulevard Brune et sa résidence de Sorel-Moussel (Eure-et-Loir) "Les Blondeaux" qu'il a fait construire après y avoir acheté un terrain en 1929.
Le 2 février 1964, son épouse meurt d'un cancer de l'estomac. 
Passionné d'automobile, il roule avant la Seconde Guerre mondiale dans une Delahaye vert pomme aux coussins de cuir rouge, puis dans une Delage, également vert pomme aux coussins rouges, dans laquelle il a fait mettre par son garagiste un moteur Delahaye. Toutes les semaines, il se rend à Giverny sur la tombe de sa femme. Revenant du cimetière, il meurt dans un accident d'automobile sur le pont Clemenceau à Vernon, à l'âge de 87 ans. 
Seul héritier des tableaux de son père, son frère Jean Monet (1867-1914) étant mort sans descendance, il lègue, à l'instigation de Jean Moreau, maire de Sorel-Moussel, qui avait eu l'occasion de voir sa collection de tableaux, la propriété de Giverny à l'Institut de France et, pour éviter la dispersion de l'exceptionnelle collection de tableaux de son père (Monet lui-même, Renoir, Pissarro, Degas, Berthe Morisot, Sisley, Caillebotte, etc.), au musée Marmottan à Paris (devenu le musée Marmottan Monet),.
Aussitôt sa mort connue, un dispositif policier est mis en place à Giverny et Sorel-Moussel pour éviter toute intrusion dans les propriétés. Quelques jours après, un inventaire est effectué par maître Bourdon, notaire à Abondant, en présence d'Emmanuel Bondeville secrétaire perpétuel de l'Académie des beaux-arts, dans sa résidence de Sorel-Moussel (Eure-et-Loir). On y trouve 91 toiles et dessins : 48 œuvres de son père, quatre œuvres d'Auguste Renoir et des toiles ou dessins d'Edgar Degas, Paul Signac, Eugène Boudin, Gustave Caillebotte, etc.
Une continuation d'inventaire est faite dans la maison de son père à Giverny : y sont recensées 46 toiles de Claude Monet.